# Phonk
Phonk (/fɒŋk/) este un subgen al muzicii hip hop și rap inspirat direct de rapul Memphis⁠(d) din anii 1990. Prezentă în cea mai mare parte pe platforma SoundCloud, muzica este caracterizată de voci din vechile casete rap din Memphis și mostre din hip-hopul de la începutul anilor 90', combinându-le adesea cu elemente de jazz și funk. Genul folosește tehnici de distorsionare, cum ar fi chopped and screwed, pentru a crea un sunet mai întunecat.
Dezvoltat inițial în anii 90' în sudul Statelor Unite, în principal în Houston și Memphis, primii pionieri al genului includ DJ Screw⁠(d), X-Raided⁠(d), DJ Spanish Fly, DJ Squeeky și colectivul Three 6 Mafia. La sfârșitul anilor 2010, prin intermediul platformelor de streaming precum SoundCloud, genul a dezvoltat mai mult un accent pe jazz și hip-hop clasic.
Popularizat de TikTok și comunitatea drift în rețelele sociale, „drift phonk” este un subgen de phonk care a apărut în Rusia la sfârșitul anilor 2010; caracteristicile sale principale sunt utilizarea cowbell-ului și a basului înalt. Este folosit în general în videoclipuri lo-fi care arată mașini în derivă. Odată cu creșterea popularității drift phonk, cuvântul „phonk” a început să devină mai asociat cu subgenul, spre deosebire de genul original.

## Istorie
Phonk s-a inspirat din rădăcinile trap din sudul Statelor Unite la mijlocul anilor 90". Artiști sau grupuri muzicale precum DJ Screw⁠(d), X-Raided⁠(d), DJ Spanish Fly, DJ Squeeky și colectivul Three 6 Mafia au ajutat cu toții să deschidă bazele pentru apariția genului mulți ani mai târziu, cu Houston chopped and screwed văzut ca precursorul genului. Artiști precum SpaceGhostPurrp⁠(d) au reînviat sunetul din de la Phonk la începutul anilor 2010.
Cuvântul „phonk” a fost popularizat de SpaceGhostPurrp care a lansat piese precum „Pheel tha Phonk”, „Bringin’ tha Phonk” și „Keep Bringin’ tha Phonk”. Într-un interviu, el a explicat că „phonk este argo pentru funk”, cu referire la genul muzical G-funk⁠(d). Canalele YouTube precum Ryan Celsius⁠(d) au contribuit, de asemenea, la popularizarea genului. Producătorii de Phonk au continuat să împingă acest sunet în underground, înainte ca genul să capete un real impuls la mijlocul anilor 2010.
Până la sfârșitul anului 2017, phonk s-a îndepărtat de „sunetul murdar, întunecat, orientat spre Memphis”, încorporând voci mai moderne, cu elemente de jazz și hip hop clasic. Acest flux de phonk a fost descris ca „phonk rar” de către Celsius, caracterizat printr-un „sunet de trap mai curat, aproape de masă”. Între 2016 și 2018, phonk a fost unul dintre cele mai ascultate genuri pe SoundCloud, cu hashtag-ul #phonk printre cele mai populare în fiecare an.

## Caracteristici
Inspirat direct de rapul Memphis⁠(d) al anilor 90', phonk este caracterizat de voci vechi rap din Memphis și mostre din hip-hopul de la începutul anilor 90'. Acestea sunt adesea combinate cu mostre de jazz și funk. Se folosește în principal tehnica Chopped and screwed⁠(d), pentru a crea un sunet mai întunecat.
O particularitate a phonk-ului este faptul că nu este ancorat la o „scenă” regională: este legat de SoundCloud în sine ca platformă online, care evidențiază subgenuri derivate din hip hop și pop experimental. Alți artiști notabili asociați cu „phonk new-age” includ DJ Smokey, DJ Yung Vamp⁠(d), Soudiere, și Mythic.
Pe lângă aspectul său muzical, phonk se caracterizează printr-o estetică distinsă care încorporează imagini de desene animate, inclusiv fan-art-ul The Simpsons. Artiștii Phonk folosesc adesea grafică în stil „Pen & Pixel” pentru EP-urile și albumele lor.

## Drift phonk
„Drift phonk”, un subgen al phonk-ului, a apărut la sfârșitul anilor 2010 în Rusia. Se caracterizează prin utilizarea de bas înalt, Cowbell⁠(d)-uri și sunete distorsionate, făcând versurile mostrelor adesea de nerecunoscut. Tempo-ul pieselor drift phonk este, de asemenea, ridicat.  Muzica Drift Phonk este adesea folosită în videoclipurile care conțin subiecte precum ridicarea greutăților, driftingul și mașinile de curse stradale, ceea ce o face populară în cultura auto online. Genul a câștigat rapid popularitate prin aplicația TikTok în 2020.  Majoritatea producătorilor proeminenți de drift phonk provin din Rusia. Pionierii genului sunt considerați a fi interpreți precum Ghostface Playa, Pharmacist, Prxsxnt Fxture, Dvrst, Kaito Shoma, INTERWORLD și KSLV.
Pe măsură ce drift phonk a devenit popular pe TikTok, a devenit mai mainstream decât genul original; acest lucru, la rândul său, a făcut ca cuvântul „phonk” să devină mai asociat cu subgenul drift phonk. În urma creșterii popularității genului în Rusia, Spotify și-a lansat playlistul oficial de phonk în mai 2021, care a fost compus aproape exclusiv din melodii drift phonk.